# エスタディオ・ティブルシオ・カリアス・アンディーノ
エスタディオ・ティブルシオ・カリアス・アンディーノ（スペイン語: Estadio Tiburcio Carías Andino）は、ホンジュラスの首都テグシガルパにある多目的スタジアムであり、ホンジュラスの国立競技場である。主にサッカーの試合に利用されている。収容人数は34,000人であり、FCモタグアとCDオリンピアとロボスUPNFMが本拠地としている。

## 歴史
テグシガルパにある国立競技場はホンジュラスの大統領、ティブルシオ・カリアス・アンディーノが実権を握っていた1948年に建設された。このスタジアムは長年に渡りFIFAワールドカップの北中米カリブ海予選においてサッカーホンジュラス代表のホームスタジアムとして利用されてきた。1981年、エスタディオ・ティブルシオ・カリアス・アンディーノは1982 FIFAワールドカップの北中米カリブ海サッカー連盟（CONCACAF）地区予選において、CONCACAFに所属する6つのチーム（ホンジュラス、メキシコ、エルサルバドル、カナダ、ハイチ、キューバ）が参加する最終予選の会場となり、ホンジュラスはこの最終予選において予選を勝ち抜きワールドカップ初出場を果たした。しかし、1998年により収容人数の多いエスタディオ・オリンピコ・メトロポリターノが完成すると「エル・ナシオナル（El Nacional、国立競技場を意味する）」と呼ばれたこのスタジアムは以前ほど特別視されなくなった。以降、「エル・ナシオナル」でホンジュラス代表の試合を開催する回数は非常に少なくなっている。
エスタディオ・ティブルシオ・カリアス・アンディーノはUNCAFカップ2009の会場となり、サッカーパナマ代表が初優勝した。また、サッカーニカラグア代表が5位に入り、2009 CONCACAFゴールドカップ本選初出場を果たした。